# Boophis burgeri
Espèce
Statut de conservation UICN

 DD  : Données insuffisantes
Boophis burgeri est une espèce d'amphibiens de la famille des Mantellidae.

## Répartition
Cette espèce est endémique de Madagascar. Elle se rencontre entre 800 et 900 m d'altitude dans une zone réduite dans les environs d'Andasibe,.

## Étymologie
Cette espèce est nommée en l'honneur de Marius Burger.

## Publication originale
- Glaw & Vences, 1994 : A Fieldguide to the Amphibians and Reptiles of Madagascar - Including Mammals and Freshwater Fish. ed. 2, p. 1-331  (ISBN 3-929449-01-3)